# Археостраки
Археостраки (Archaeostraca) — ряд викопних вищих ракоподібних підкласу Phyllocarida. Це найдавніша група вищих ракоподібних, представники якої мешкали від ордовицького до пермського періоду (488 — 265 млн років тому).

## Класифікація
- Підряд Caryocaridina †
- Підряд Ceratiocaridina †
- Підряд Echinocaridina †
- Підряд Pephricaridina †
- Підряд Rhinocaridina †

incertae sedis
- Рід Arenosicaris †